# Körperwelten

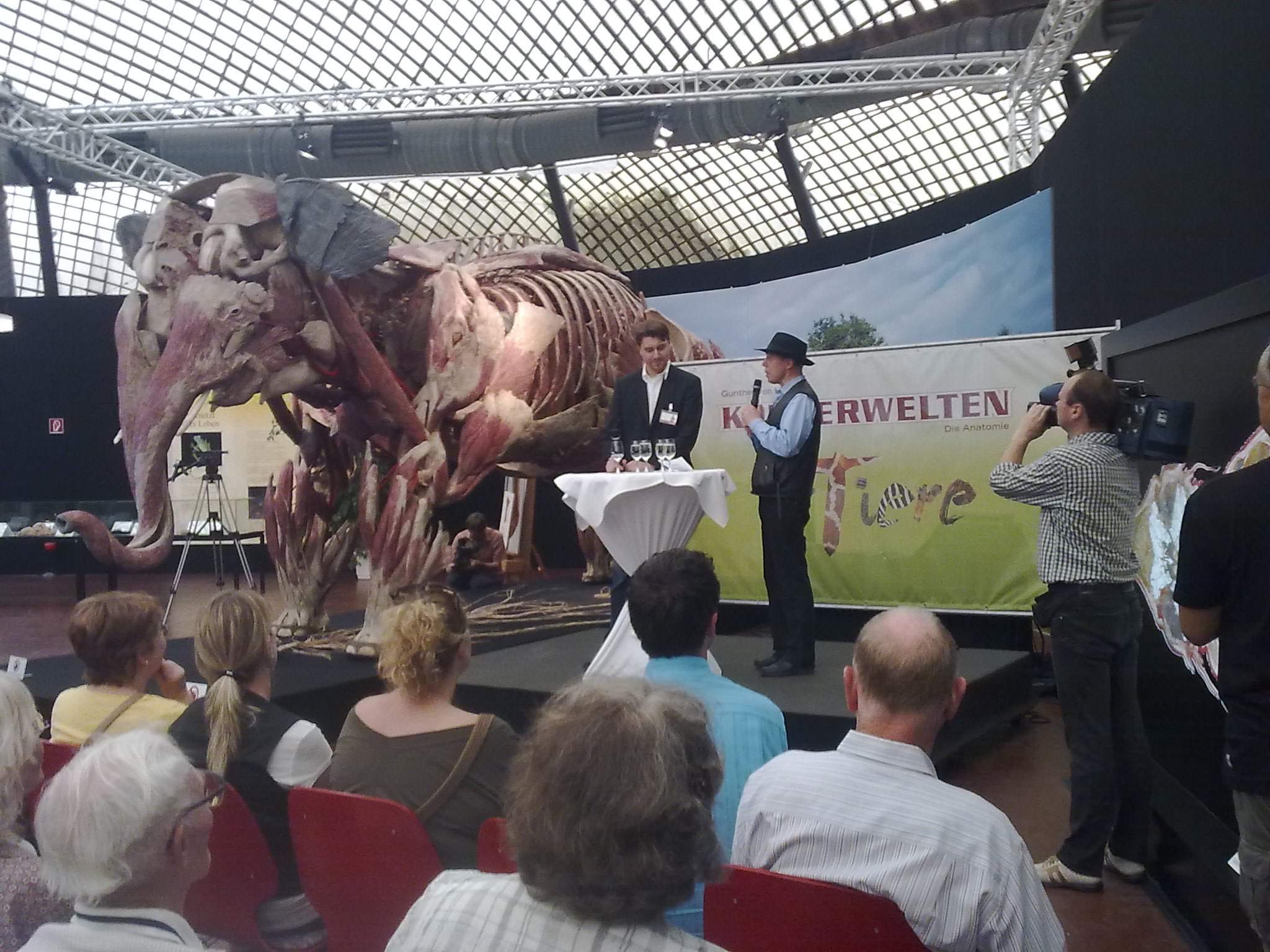
Gunther von Hagens mit plastiniertem Elefanten, 2010 auf einer Pressekonferenz

Körperwelten sind seit 1995 bestehende Wanderausstellungen plastinierter, überwiegend menschlicher Körper. Initiator der Ausstellungen ist der Anatom Gunther von Hagens. Die Ausstellungen sind aufgrund der Exponate umstritten. Dennoch sind sie ein großer Erfolg und werden unter dem Namen Body Worlds auch international gezeigt. Nach von Hagens Angaben sahen 50 Millionen Besucher die Ausstellungen bis zum November 2019.
Durch die öffentliche Zurschaustellung der menschlichen Präparate möchte von Hagens Anatomie sichtbar machen, indem er auch Nichtmedizinern den Blick ins Innere des Körpers ermöglicht.

## Geschichte

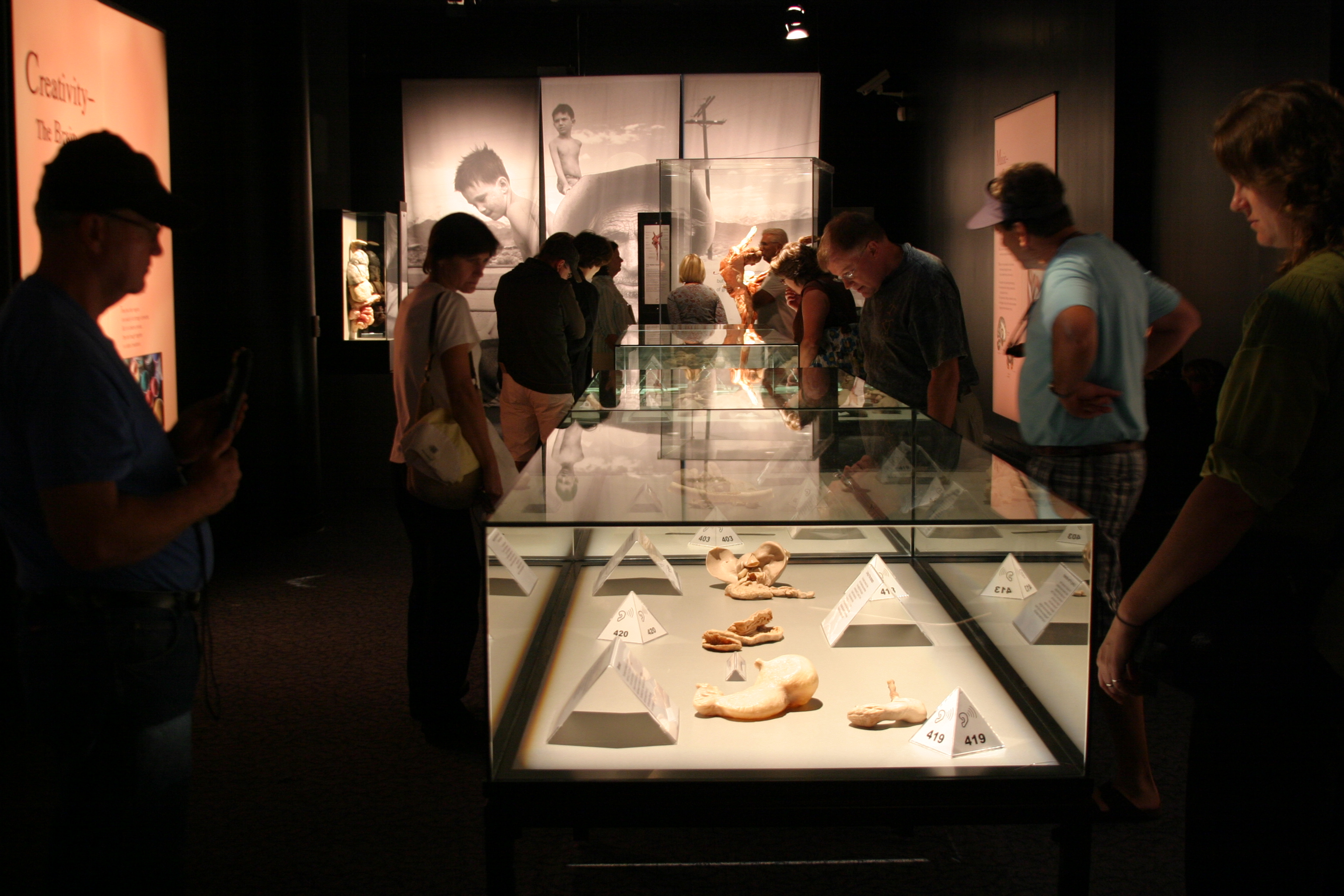
Body Worlds-Ausstellung in San Diego, 2009

Erstmals öffentlich zeigte von Hagens plastinierte Exponate 1995 in Japan. Die europaweit erste Körperwelten-Ausstellung fand vom 30. Oktober 1997 bis 1. März 1998 im Landesmuseum für Technik und Arbeit in Mannheim statt. Neben Organen, von denen Quer- und Längsschnitte gezeigt wurden, umfasste diese erste Ausstellung auch 15 Ganzkörperpräparate, die in lebensnaher Haltung präpariert waren.
Im Jahr 2003 gab es erstmals zwei unterschiedliche Ausstellungen, die gleichzeitig an verschiedenen Orten gezeigt wurden. Im Januar 2004 erhob das Magazin Der Spiegel Vorwürfe gegen Gunther von Hagens, für seine Ausstellungsstücke Leichen chinesischer Hinrichtungsopfer zu verwenden. Später gab der Verlag der Zeitschrift jedoch eine Unterlassungserklärung ab, mit der er sich verpflichtete, diese Behauptungen nicht mehr zu verbreiten. Gegen Spiegel Online konnte Hagens im Frühjahr 2005 wegen der Verbreitung derselben Behauptung eine einstweilige Verfügung erwirken.
Nach der Beendigung der Ausstellung in Frankfurt, die vom 16. Januar bis zum 13. Juni 2004 stattfand, erklärte Gunther von Hagens, keine weiteren Ausstellungen mehr in Deutschland veranstalten zu wollen. Vom 10. Januar bis 26. April 2009 wurde jedoch seine Ausstellung unter dem Titel Körperwelten & der Zyklus des Lebens in Heidelberg veranstaltet. Ab Mai 2009 war die Ausstellung in Berlin zu sehen. Mittlerweile wurden weltweit acht Körperwelten-Ausstellungen gezeigt, wovon jede einem besonderen Themenschwerpunkt gewidmet ist. In Der Zyklus des Lebens beispielsweise ist der Körper im Lauf seiner Lebenszeit das Thema: wie er entsteht, reift und wächst, seine Gesundheit, Krankheiten, physiologischen Höhepunkte und schließlich das Schwächerwerden – die Palette reicht also von der Zeugung bis ins hohe Alter.
Zu den tierischen Großplastinaten zählen, neben einem Bären, einem Gorilla und Giraffen auch zwei Elefanten, die vom Neunkircher Zoo gespendet worden waren. Die Körper der verstorbenen Elefantenweibchen Samba und Chiana wurden zur Plastination nach Heidelberg gebracht, wo Samba in 64.000 Arbeitsstunden mit rund 40.000 Liter Azeton im Ganzen plastiniert wurde, während Chiana scheibchenweise präpariert wurde. Die Ausstellung Körperwelten der Tiere wurde vom 19. März bis zum 20. Juni 2010 in der Traglufthalle des Neunkircher Zoos gezeigt, bevor sie auf Tournee ging. Als Dank für die Tierspenden der beiden Elefantendamen wurden die Eintrittsgelder für eine neue Raubtieranlage dem Neunkircher Zoo gespendet.
Seit 2009 wird die Ehefrau von Hagens’, die Ärztin Angelina Whalley, in Medien als Kuratorin der Ausstellung genannt.

## Internationale Ausstellung Body Worlds

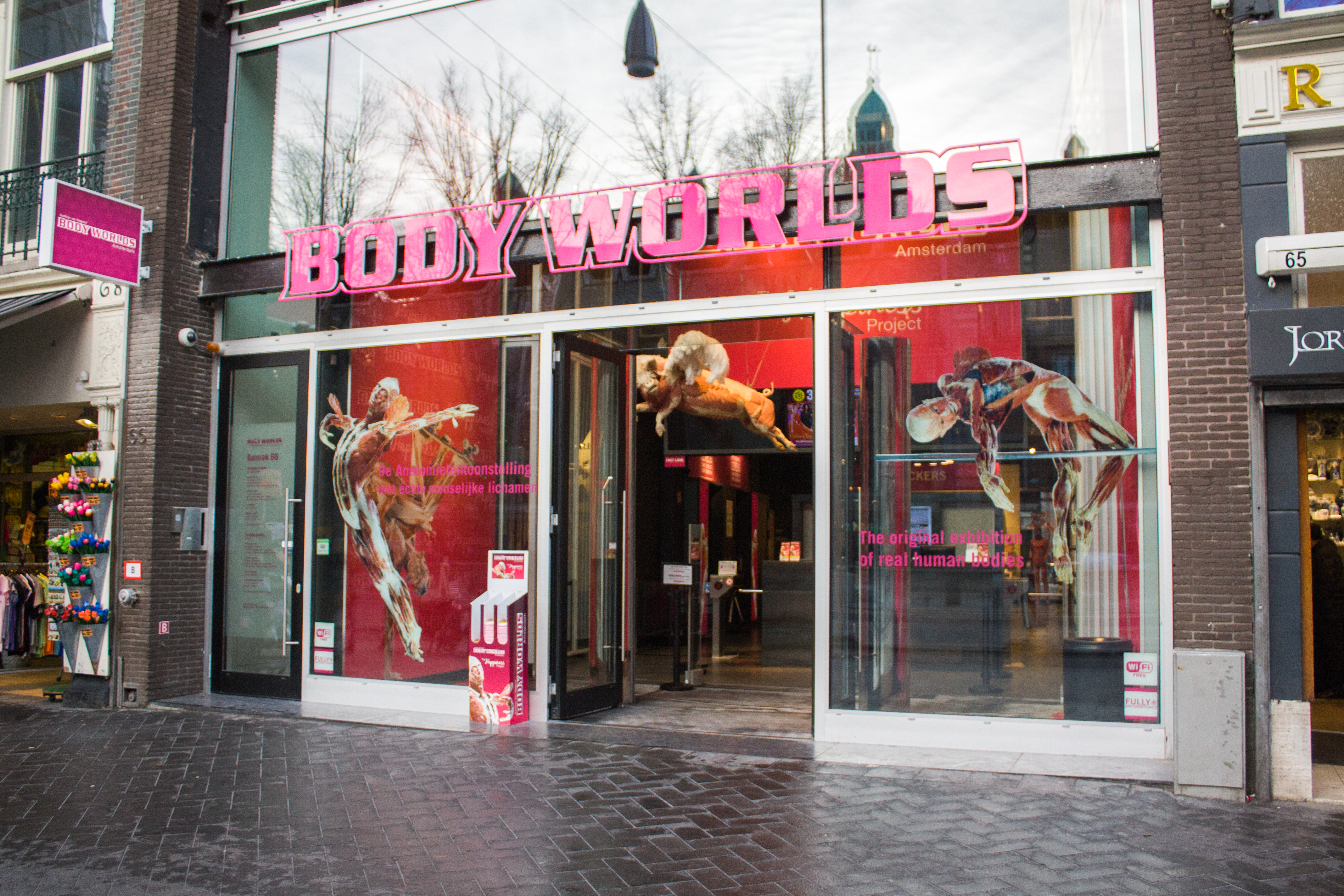
Körperwelten-Ausstellung in Amsterdam 2014

Auch im internationalen Kontext war die Body-Worlds-Ausstellung, die mitunter auch unter anderen Namen wie Our Body in Erscheinung trat, umstritten und durfte nicht überall gezeigt werden. Frankreich sprach als erstes Land ein offizielles Verbot aus, nachdem die Ausstellung 2008 bereits in Lyon und Marseille gezeigt worden war.
Nach der ersten Ausstellung 1995 im Nationalmuseum der Naturwissenschaften in Tokio wurde die Ausstellung mehrfach erweitert und stellt neben menschlichen Präparaten und präparierten Organen auch diverse Tierpräparate aus. Einige Ausstellungen fokussieren sich auch auf Tierpräparate, wie die in Idaho gezeigte Ausstellung Animal Inside Out.
Zu den Orten, wo sie bereits gezeigt wurde bzw. gezeigt wird, zählen unter anderem:
- Athen: Kulturzentrum Ellinikos Kosmos (Griechische Welt)[10]
- Amsterdam: Eigener Ausstellungsort (Damrak 66)[11]
- London: O2 Arena[12]
- Manchester: Museum of Science and Industry
- Moskau: Ausstellungszentrum Ausstellung der Errungenschaften der Volkswirtschaft
- Idaho: Museum of Idaho[9]
- San Diego: Natural History Museum
- San José: The Tech Interactive (früher: The Tech Museum of Innovation)[13]

## Dauerausstellungen

### Berlin
Am 18. Februar 2015 eröffnete in Berlin im Sockelbau des Berliner Fernsehturms das MeMu Menschen Museum mit 20 Körpern und bis zu 200 Exponaten. Der Bezirk Mitte hatte die Dauerausstellung untersagt, da die Ausstellung der Toten dem Berliner Bestattungsgesetz widerspreche. Das Verwaltungsgericht Berlin stellte im Dezember 2014 jedoch fest, dass für die Ausstellung keine behördliche Genehmigung erforderlich sei. Gemäß einem Entschluss des brandenburgischen Bildungsministeriums dürfen Schulkinder des Bundeslandes die Ausstellung wie auch das Plastinarium in Guben nicht im Rahmen schulischer Veranstaltungen besuchen. Mitte Dezember 2015 entschied das Oberverwaltungsgericht Berlin-Brandenburg im Berufungsverfahren, die Ausstellung verstoße gegen die Vorschriften des Bestattungsgesetzes, denen zufolge die Plastinate unter den Begriff „Leiche“ zu fassen seien. Die Ausstellung der Plastinate diene auch nicht wissenschaftlichen Zwecken. Das Bundesverwaltungsgericht entschied, dass dem Museum daher die zum Betrieb notwendige Sondergenehmigung fehle und wies Einwände gegen die Nichtzulassung einer Revision zurück.
Das Bezirksamt ordnete die Schließung der Ausstellung für Ende 2016 an. An den Exponaten wurden daraufhin Markierungen angebracht, die eine Rückverfolgung auf den einzelnen Spender zulassen sollten. Zudem ist der Betreiber des Museums statt der Arts & Sciences Berlin GmbH, die kein anatomisches Institut ist und daher eine Genehmigung für die Ausstellung menschlicher Präparate benötigt, nun das von Angelina Whalley geführte Institut für Plastination in Heidelberg, das auch Träger des Körperspendeprogramms ist. Im September 2017 gestattete das Berliner Verwaltungsgericht das Zeigen plastinierter Körper und Körperteile, wenn für das jeweilige Exponat eine konkrete Einwilligungserklärung des Spenders vorliege, weshalb von dreizehn Exponaten zehn ältere Ganzkörperplastinate verdeckt oder entfernt werden müssen. Dem hatte das Museum zunächst nicht folgen wollen, es gab eine Untersagungsverfügung, schließlich gab das Museum eine vorübergehende Schließung bekannt. Die zehn umstrittenen Exponate wurden mit silberner Folie (Rettungsdecken) verhüllt, dahinter zeigten lebensgroße Tafeln jeweils ein Foto des Plastinats. Zur Kompensation werden in der Ausstellung Tierpräparate wie beispielsweise ein zum Einhorn umdekoriertes Pferd, ein zweiköpfiges Kalb und ein Löwe bei der Antilopenjagd gezeigt.

### Heidelberg
Im September 2017 wurde in Heidelberg im Alten Hallenbad, einem Jugendstilbau, eine weitere Dauerausstellung unter dem Motto „Körperwelten – Anatomie des Glücks“ eröffnet. Hier werden 16 Ganzkörperplastinate und etwa 120 kleine Objekte gezeigt.

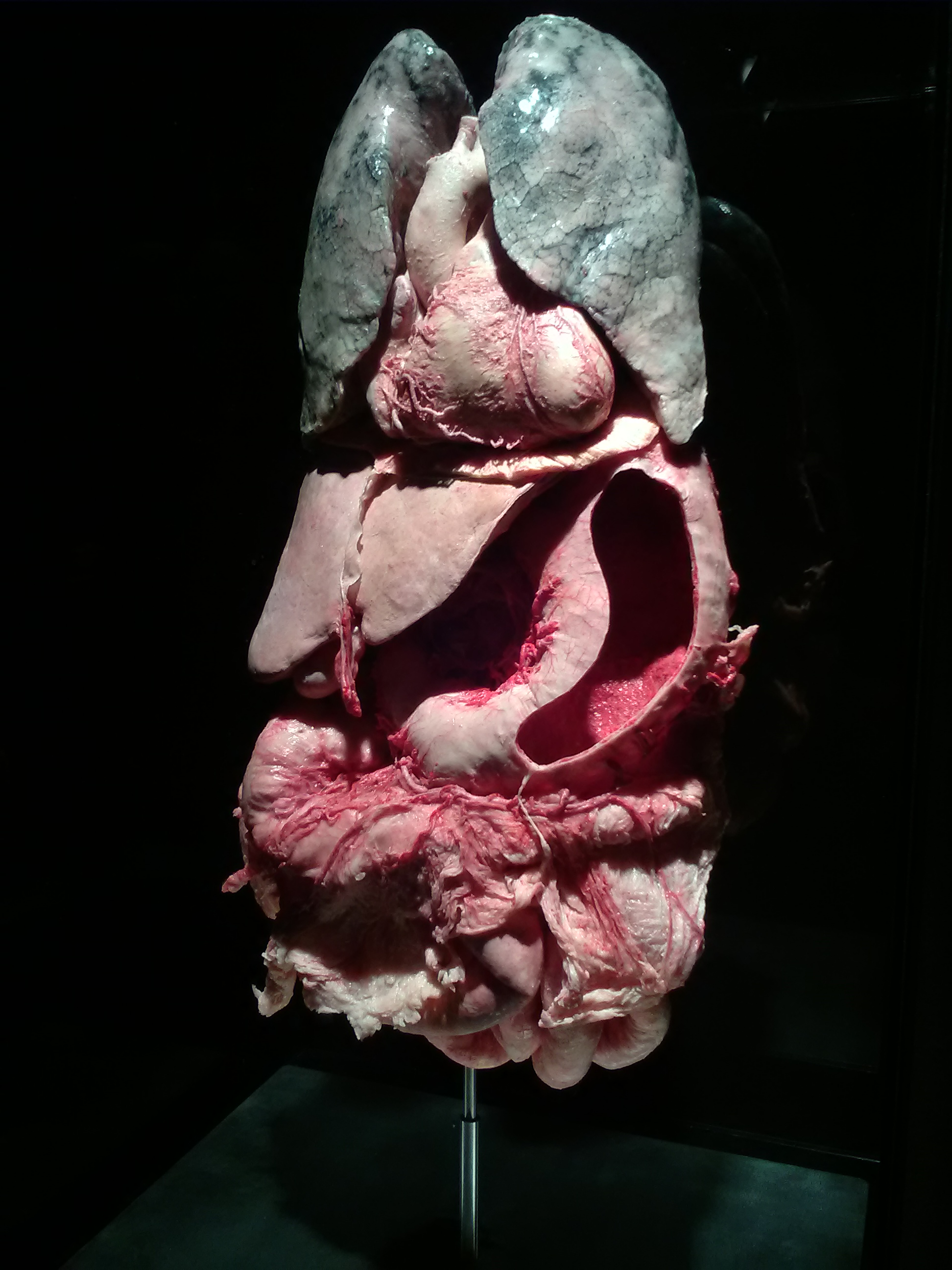
Exponat plastinierter Organe, Körperwelten, Posen 2018

### Guben
2006 eröffnete in Guben in einem alten Fabrikgebäude das Plastinarium, das unter der Führung von Rurik von Hagens bis heute existiert. Dort haben Besucher zusätzlich zur Besichtigung der Ausstellungsstücke die Möglichkeit, den Vorgang der Plastination kennenzulernen.

## Ausstellungen im deutschsprachigen Raum
Körperwelten
- Mannheim 30. Oktober 1997 – 1. März 1998
- Wien 30. April – 31. August 1999
- Basel (CH) 14. September 1999 – 5. Januar 2000
- Köln 12. Februar – 31. Juli 2000
- Oberhausen 5. August 2000 – 28. Januar 2001
- Berlin 10. Februar – 2. September 2001
- Stuttgart 11. März – 19. März 2003
- München 22. Februar – 17. August 2003
- Hamburg 30. August 2003 – 4. Januar 2004
- Frankfurt am Main 16. Januar – 13. Juni 2004
- Heidelberg 10. Januar – 26. April 2009
- Berlin 7. Mai – 30. August 2009
- Augsburg 6. Juni – 13. September 2009
- Zürich 11. September 2009 – 28. Februar 2010
- Köln 19. September 2009 – 21. März 2010
- Bremen 5. Februar – 25. Mai 2010
- Offenbach am Main 26. März – 29. August 2010
- Leipzig 4. Juni – 29. August 2010
- Berlin 27. April – 14. August 2011
- Basel 26. August 2011 – 2. Januar 2012
- Ludwigsburg 29. Juni – 30. September 2012
- Wien 13. März – 11. August 2013
- Rostock 14. Juni – 1. September 2013
- Bochum 30. August 2013 – 30. März 2014
- Dresden 24. Januar – 4. Mai 2014
- München 10. April – 31. Mai 2014 und 12. Juni – 5. Oktober 2014
- Hamburg 16. Mai – 15. Oktober 2014
- Nürnberg 24. Oktober 2014 – 11. Februar 2015
- Linz 20. Februar – 7. Juni 2015
- Mainz 18. Juni 2015 – 5. Februar 2016
- Saarbrücken 2. Juli – 13. September 2015
- Ravensburg 1. April – 3. Juli 2016
- Stuttgart 30. November 2016 – 20. Mai 2017
- Graz 2. Juni – 10. September 2017
- Regensburg 16. Februar – 13. Mai 2018
- Osnabrück 9. Mai – 2. September 2018
- Ulm 1. Februar – 5. Mai 2019
- Freiburg 17. Mai – 25. August 2019
- Kassel 21. Februar – 6. September 2020 (geplant bis 17. Mai, nach vorübergehender Schließung ab 13. März aufgrund der COVID-19-Pandemie verlängert[25])
- Lübeck 22. Juni – 3. September 2020
- Greiz 27. Juni – 8. November 2020
- Salzburg 16. Dezember 2020 – 25. April 2021 (Europapremiere von „Am Puls der Zeit“)
- Mülheim an der Ruhr 26. März – 22. August 2021
- Dresden 6. Mai – 3. Oktober 2022
- Klagenfurt 27. Mai – 21. August 2022
- Erfurt 31. Januar – 1. Mai 2023
- Stuttgart 27. Oktober 2023 – 3. März 2024

Körperwelten der Tiere
- Neunkirchen 19. März – 20. Juni 2010
- Mannheim 2. Juli – 1. November 2010
- Wien 17. November 2010 – 4. April 2011
- Köln 15. April – 3. Oktober 2011
- Frankfurt am Main 15. Oktober 2011 – 15. März 2012
- Gossau 5. Oktober 2012 – 13. Januar 2013
- Ludwigsburg 19. Juni – 18. September 2014
- Bochum 7. November 2014 – 25. Februar 2015
- Braunschweig 16. Januar – 10. April 2016
- Ulm 28. Mai – 22. September 2019

## Trivia
In der Verfilmung des James-Bond-Romans Casino Royale, die am 14. November 2006 Premiere hatte, war von Hagens’ Körperweltenausstellung in Miami erstmals auf der Leinwand zu sehen. In einer Szene sieht man plastinierte Körper und Gunther von Hagens hat einen einsekündigen Auftritt, in dem er sich selbst darstellt.